# Schusterstein (Rosemarsow)

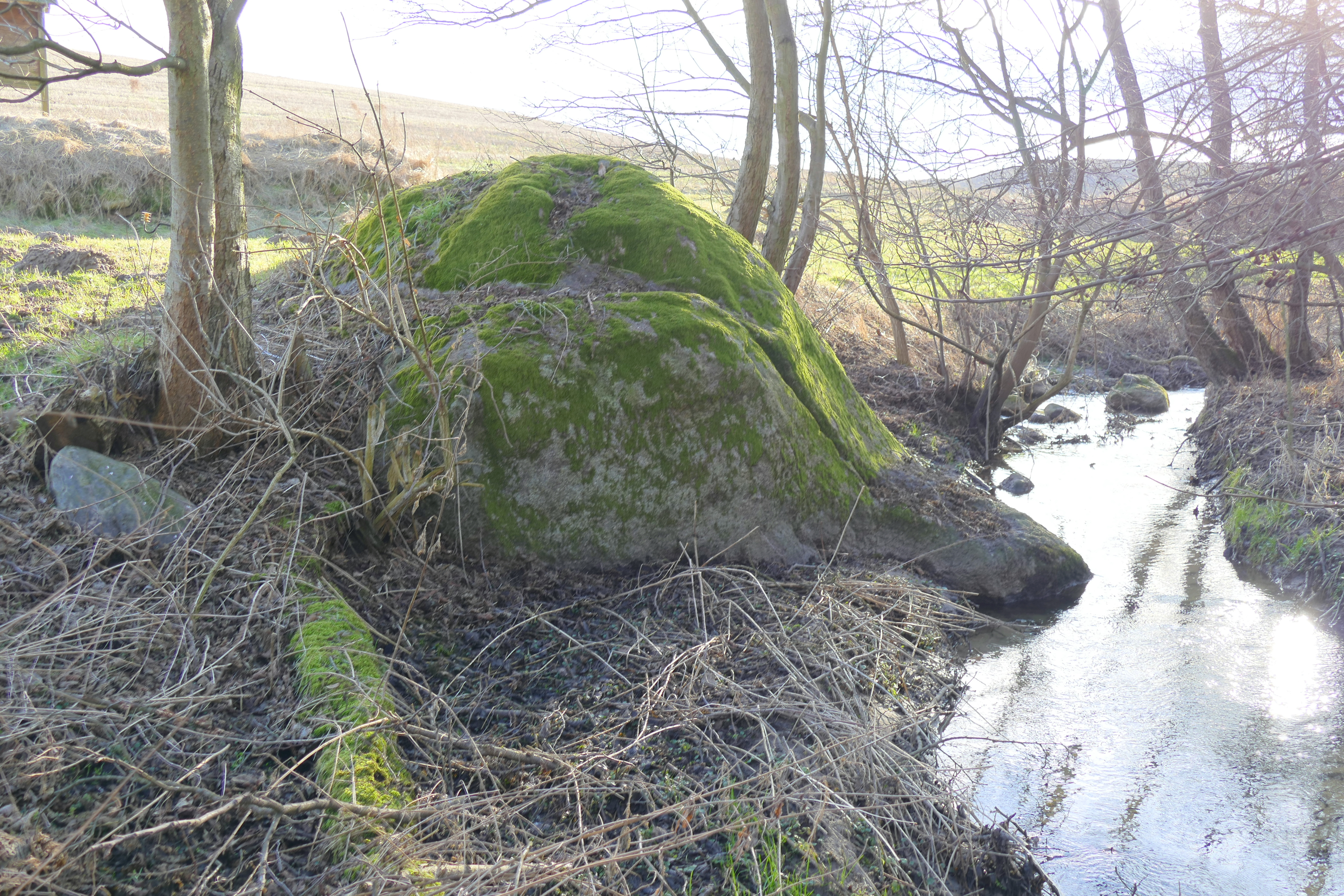
Der Schusterstein am Südrand des Marienbachs

Der Schusterstein ist ein Findling in der Nähe von Rosemarsow, einem Ortsteil von Altentreptow im Landkreis Mecklenburgische Seenplatte in Mecklenburg-Vorpommern. Der Stein befindet sich etwa einen Kilometer östlich von Rosemarsow und rund 600 Meter westlich der Landesstraße 35 (früher Bundesstraße 96) im Tal des Marienbachs. Er liegt am Südrand des Landschaftsschutzgebietes „Goldbachtal“.
Der Schusterstein ist ein Naturdenkmal und wird als Geotop mit der Nr. G2_036 geführt. Er ist Teil des Geoparks Mecklenburgische Eiszeitlandschaft.
Der Stein ist 3,8 Meter hoch, 5,5 Meter lang und 4 Meter breit. Das Volumen beträgt etwa 45 Kubikmeter, die Masse wird auf 121 Tonnen geschätzt. Der hochrückige Stein liegt zum Teil im Bett des Marienbaches. Er besteht aus dunkelgrauem Gneis. Der Stein wurde durch eiszeitliche Gletscher an seinen Fundort verbracht.